# Kulotunga Cinkaiariyan
Kulotunga Cinkaiariyan (tàmil குலோத்துங்க சிங்கையாரியன்) fou el segon rei dels Aryacakravarti del regne de Jaffna, successor del seu pare Kulasekara Cinkaiariyan.
L'autor del llibre “Ancien Jaffna”, C. Rasanayagam, calcula que hauria governat Jaffna de 1256 a 1279 (23 anys), però altres cronologies el situen entre 1284 i 1292. Yalpana Vaipava Malai diu que va seguir el seu ancestre en la promoció de l'agricultura i va convertir terra inculta en terra d'agricultura. També el llibre afegeix que el seu regnat fou pacífic i prosper.
El va succeir el seu fill Vickrama Cinkaiariyan.